# اعلامیه کوسکو
اعلامیهٔ کوسکو (اسپانیایی: Declaración de Cuzco‎، انگلیسی: Cusco Declaration)؛ مقدمهٔ قانون تأسیس اتحادیهٔ کشورهای آمریکای جنوبی است. در سومین اجلاس آمریکای جنوبی که به تاریخ ۸ دسامبر ۲۰۰۴ در کوسکو پرو برگزار شد. رؤسای جمهوری و نمایندگان ۱۲ کشور آمریکای جنوبی با امضای این بیانیه، مشتمل بر دو صفحه، تأسیس جامعه کشورهای آمریکای جنوبی را اعلام کردند. نمایندهٔ پاناما نیز در مراسم امضای قرار داد به عنوان عضو ناظر حضور یافته بود.
در این بیانیه رهبران ۱۲ کشور امضا کننده اعلام کردند که به منظور تشکیل اتحادیهٔ کشورهای آمریکای جنوبی از اتحادیه اروپا الگو برداری و پول واحد، پارلمان و پاسپورت مشترک ایجاد خواهند کرد. این بیانیه، پایه و اساس اتحادیه کشورهای آمریکای جنوبی را اعلام کرد.